# Oannès

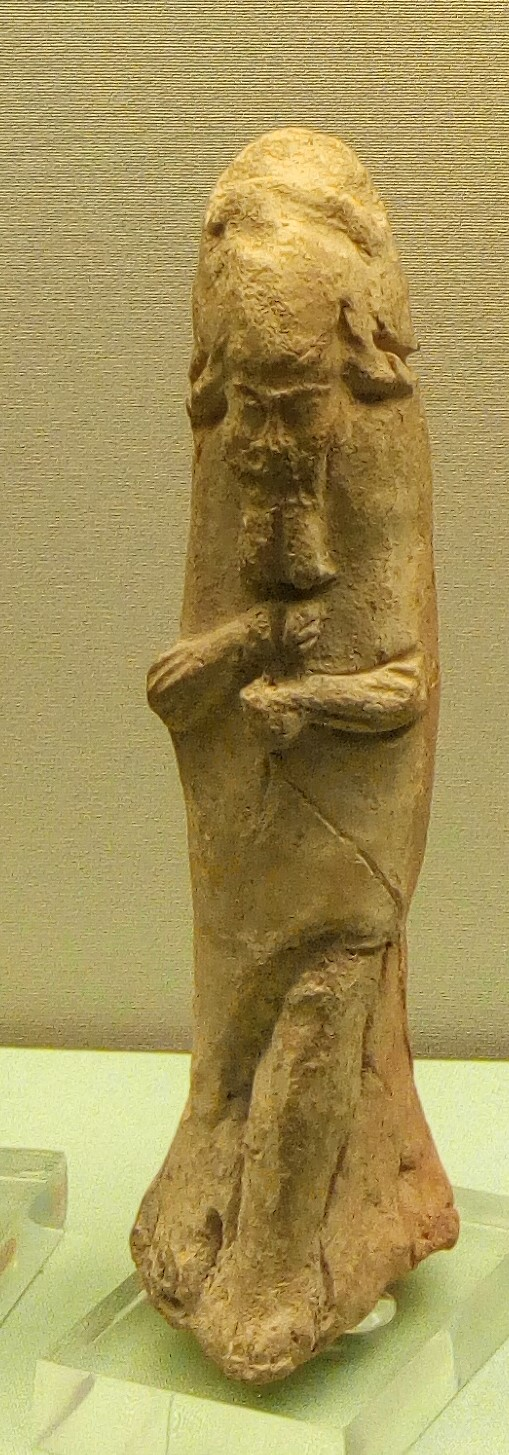
Statuette représentant un sage-apkallu vêtu d'un costume en forme de poisson. Période néo-assyrienne, British Museum.

Oannès est une divinité chaldéenne mentionnée par Bérose au IIIe siècle av. J.-C. dans son œuvre Babylõniaká (« Histoire de Babylone »). D'après le prêtre babylonien, cet être à corps et tête de poisson, seconde tête et pieds humains, à voix humaine est sorti de la mer Érythrée pour enseigner aux Babyloniens, qui vivaient sans lois à l'état animal, l'écriture, les sciences et les principaux arts (arpentage, agriculture, etc.). Quelques représentation d'Oannès dont parle Bérose apparaissent entre autres sur des reliefs représentant des scènes d'exorcisme. Des prêtres habillés en poissons y accomplissent des rites d'exorcisme et de guérison. Il est également assimilé à U-AN-NA premier des sept sages antédiluviens — ou « Apkallu » — des rois antédiluviens de la tradition d'Uruk,.
Parallèlement, plusieurs sources  (lettres, monuments royaux, incantations…) associent U-AN-NA au personnage d'Adapa décrit comme l'Apkallu fils du dieu Ea. Ce personnage partage quelques caractéristiques avec Oannès, notamment dans le Mythe d'Adapa. Il est le prototype du sage qui transmet les techniques civilisatrices élaborées par son maître Enki/Ea à l'humanité. Il est connu comme le premier prêtre d'Eridu, la ville d'Enki/Ea, où, à l'aide de sa magie, de sa médecine et de ses connaissances, il délivre les hommes de la maladie,.
Cependant, pour plusieurs chercheurs comme Antoine Cavigneaux ou Shlomo Izreʾel, les origines de cette association Adapa/Oannès restent encore très incertaines.  Le mythe des sept sages de la tradition d'Uruk est très ancré en Mésopotamie jusqu'au Ier millénaire av. J.-C., mais le personnage d'Adapa — qui, en outre, est post-diluvien dans le récit du Mythe d'Adapa — apparaît plutôt en contradiction avec celle-ci et n’apparaît pas formellement dans la Liste des sept sages. Il semble que le rattachement du personnage d'Adapa à l'un des sept apkalus originels ne se soit produit que très tardivement,. Adapa pourrait même appartenir à une théologie spécifique à la ville d'Eridu où des prêtres officiaient habillés d'un costume de poisson, s'opposant à la tradition officielle de Nippur.